# Víctor Marro
Víctor Marro Francés (Valmaseda, Vizcaya, España, 21 de octubre de 1946) fue un futbolista español que jugaba de portero.

## Biografía
Marro se formó en la cantera del equipo de su localidad, la SD Balmaseda. En 1966 llegó al Bilbao Athletic, donde permaneció hasta 1971 con una cesión al Burgos CF en la temporada 1968-69.
En 1971 se incorporó al Athletic Club, que necesitaba un portero que compitiera con José Ángel Iribar. El portero suplente, Juan Manuel Zamora, se había marchado al Hércules. Un año antes, Juan Antonio Deusto había hecho lo propio fichando por el CD Málaga. Su debut oficial tuvo lugar el 3 de octubre de 1971, en un encuentro de Primera División, ante el Celta de Vigo. En enero de 1973 se vivió una situación difícil debido al ingreso hospitalario de Iribar debido a una fiebre tifoidea. Marro fue titular durante la convalecencia del zarauztarra, que duró más de tres meses, dando un buen rendimiento durante los doce encuentros que disputó. Permaneció dos temporadas más en el primer equipo bilbaíno, poniendo punto final a su etapa como rojiblanco con 24 partidos disputados en cuatro temporadas. En 1975 fichó por el Valencia CF, donde estuvo dos temporadas sin mucha continuidad. Se retiró en 1981 en las filas del CA Osasuna.
Tras su retirada, trabajó como jefe comercial en la redacción de Onda Cerro Navarra hasta su jubilación en junio de 2012.

## Clubes
| Club            | País   | Temporadas |
| --------------- | ------ | ---------- |
| Bilbao Athletic | España | 1966-1968  |
| Burgos CF       | España | 1968-1969  |
| Bilbao Athletic | España | 1969-1971  |
| Athletic Club   | España | 1971-1975  |
| Valencia CF     | España | 1975-1977  |
| CA Osasuna      | España | 1977-1981  |

## Palmarés
| Título                | Club          | País   | Año  |
| --------------------- | ------------- | ------ | ---- |
| Copa del Generalísimo | Athletic Club | España | 1973 |